# Джеррі Потіт
Джеррі Потіт(англ. Jerry Poteet, 29 листопада 1936 – 15 січня 2012) – важлива фігура в історії Джит Кун До та учнем Брюса Лі. Він був одним з найближчих учнів Брюса Лі та відомим інструктором Джит Кун До. Джеррі Потіт був одним із небагатьох людей, які мали можливість працювати безпосередньо з Брюсом Лі та вивчати його методику та філософію.
Джеррі Потіт був важливим фактором у поширенні Джит Кун До після смерті Брюса Лі. Він продовжував вивчати та викладати стиль, розповсюджуючи його по всьому світу. Джеррі Потіт також був активним учасником бойових турнірів та змагань, де він демонстрував свою майстерність і вміння, отримавши визнання в бойових мистецтвах.
Джеррі Потіт також вносив власний внесок у розвиток Джит Кун До, доповнюючи його своїми власними дослідженнями та розвитком техніки. Він був поважаним майстром інструктором у світі бойових мистецтв та залишив значний слід у історії Джит Кун До.